# Альфа-метилтиофентанил
Альфа-метилтиофентанил (N-фенил-N-[1-(1-метил-2-тиофен-2-илэтил)-4-пиперидинил]пропанамид) — это синтетический опиоид, производное фентанила, относящееся к группе тиофентанилов.
Как и другие аналоги фентанила, он обладает экстремально высокой активностью (в сотни раз сильнее морфина) . Представляет смертельную опасность даже в микродозах.

## Наркотические свойства
Действие Альфа-метилтиофентанила схоже с другими опиоидами, но имеет более сильную выраженность.
эффекты после приёма:
- Эйфория
- Седативный эффект
- Сужение зрачков
- Обезболивание (сильнее морфина в сотни раз)

## Последствия употребления
Альфа-метилтиофентанил вызывает быстрое привыкание — зависимость начинается после 1-3 применения. Абстиненция гораздо сильнее, чем от героина.
Последствия употребления:
- Сильная абстиненция
- Поражение печени и почек
- Некрозы вен
- Хроническая гипоксия (кислородное голодание)
- Депрессия, психозы, суицидальные мысли
- Умственная и социальная деградация

Продолжительность жизни людей, регулярно употребляющих это вещество от нескольких месяцев до 1-2 лет.

## Правовой статус
- В России Альфа-метилтиофентанил входит в Список I Перечня наркотических средств, психотропных веществ и их прекурсоров, подлежащих контролю в Российской Федерации (оборот запрещён).

1. ↑  Фентанил
2. ↑  Морфин